# ماری پارنت
ماری پارنت (انگلیسی: Mary Parent؛ زادهٔ ۱۹۶۸) یک تهیه‌کننده اهل ایالات متحده آمریکا است.

## فیلم‌شناسی
| سال  | فیلم                               | توضیحات     |
| ---- | ---------------------------------- | ----------- |
| ۱۹۹۶ | Set It Off                         | مدیر اجرایی |
| ۱۹۹۷ | آزمون و خطا                        | مدیر اجرایی |
| ۱۹۹۸ | Pleasantville                      | مدیر اجرایی |
| ۲۰۰۶ | شما، من و دوپری                    | تهیه‌کننده   |
| ۲۰۰۷ | پادشاهی                            | مدیر اجرایی |
| ۲۰۰۸ | Welcome Home, Roscoe Jenkins       | مدیر اجرایی |
| ۲۰۰۸ | Role Models                        | تهیه‌کننده   |
| ۲۰۱۳ | حاشیه اقیانوس آرام                 | تهیه‌کننده   |
| ۲۰۱۴ | نوح                                | تهیه‌کننده   |
| ۲۰۱۴ | گودزیلا                            | تهیه‌کننده   |
| ۲۰۱۵ | فیلم باب اسفنجی: اسفنج بیرون از آب | تهیه‌کننده   |
| ۲۰۱۵ | Monster Trucks                     | تهیه‌کننده   |
| ۲۰۱۶ | بازگشته                            | تهیه‌کننده   |
| ۲۰۱۷ | کونگ :جزیره جمجمه                  | تهیه‌کننده   |